# ウズベキスタン・イスラム運動
ウズベキスタン・イスラム運動(ウズベキスタンイスラムうんどう、Islamic Movement of Uzbekistan、IMU)(ウズベク語: Ўзбекистон Исломий Ҳаракати/O'zbekiston islomiy harakati) は、1998年に創設されたイスラム軍事組織。

## 沿革
1998年、イスラム軍事組織の「ウズベキスタン・イスラム運動」がアフガニスタン・カーブルで結成される。
創設者は原理主義者のタヒル・ユルダシェフとソ連の落下傘部隊出身のジュマ・ナマンガニ。ともにフェルガナ盆地出身のウズベク人。イスラム・カリモフ政権打倒と、シャリーアに基づくイスラム国家樹立が目標で、政治部門はユルダシェフが、軍事部門はナマンガニが指導した。
IMUは、タジキスタン内戦（1992年-1997年）にタジキスタン・イスラム復興党の信任を得て参加、この時期、ペシャーワルでウサーマ・ビン＝ラーディンとも繋がる。
タジキスタンやタリバーン支配下の北アフガニスタンをベースに、1999年から2000年にキルギス南部、及び、ウズベキスタン政府軍への攻撃を続けた。
2001年以降は、北部同盟及びアメリカ軍との戦闘で敗北を喫し、ナマンガニは戦死した。ユルダシェフは残党とともにパキスタンの連邦直轄部族地域にあるワズィーリスターンに逃げ込み、パキスタン政府転覆の戦いを続けた。
ユルダシェフはタジキスタン・イスラム運動(Islamic Movement of Tajikistan、IMT)の名も用いていたが、2002年以降アルカーイダとの関係を深め、中央アジア・イスラム運動(Islamic Movement of Central Asia、IMCA)の名でも運動を開始、支部に、トルキスタン・イスラム運動(Islamic Movement of Turkestan、IMT)もある。しかし、IMUもこれらの組織もワズィーリスターン以外での現在の勢力は不明である。
ユルダシェフは、2009年8月27日、南ワズィーリスターン・カニゴラムで無人航空機の攻撃を受け死亡した。そして、ユルダシェフの後継者としてウスマン・アディール（ロシア語: Усман Адил、英語: Abu Usman Adil）が指名され、さらにその後ウスマン・ガズィ（ロシア語: Усман Гази、英語: Usman Ghazi）が後継者として指名された。
2011年4月、2012年3月26日、2012年4月7日にアフガニスタンのIMUはISAFの攻撃を受け、後継指導者はいずれも死亡した。
2014年6月8日のカラチの国際空港襲撃事件の犯行の関与を認めて、パキスタン・ターリバーン運動と協力を主張。
2015年後半、最高指導者のウスマン・ガーズィはオマル師の死を巡ってマンスール師に対して反乱を起こしたムラー・ダードゥラーの部隊と共にターリバーンの攻撃を受けて死亡した。